# ماكسيميليان فون هيرف
ماكسيميليان فون هيرف (17 أبريل 1893 - 6 سبتمبر 1945) قائدا رفيع المستوى في قوات الأمن الخاصة في ألمانيا النازية خلال الحرب العالمية الثانية. نشأت عائلة فون هيرف البروتستانتية من لييج في بلجيكا وانتقلت إلى بالاتينات في عام 1577 هربًا من الاضطهاد الديني. كان سلفه كريستيان هيرف قد تم تجنيده في الطبقة النبيلة في عام 1814.

## حياته
وُلد ماكسيميليان فون هيرف في هانوفر في 17 أبريل 1893، وهو ابن ممارس عام.

## الحرب العالمية الثانية
خلال الحرب العالمية الثانية، خدم في الفيلق الأفريقي في شمال إفريقيا. تمت ترقيته إلى أوبرست (عقيد) وأمر "Kampfgruppe von Herff". عن خدمته في شمال أفريقيا، حصل على لقب صليب الفارس في يونيو 1941.

## الجوائز
- وسام الفارس الصليبي الحديدي في 13 يونيو 1941، دور أوبرست وقائد Kampfgruppe "von Herff" (Schützen-Regiment 115). [3]

### اقتباسات
1. ↑  Genealogisches Handbuch des Adels, Bd. 52, 210/212. C.A.Starke Verlag.
2. ↑  Fellgiebel، Walther-Peer (1986). Die Träger des Ritterkreuzes des Eisernen Kreuzes, 1939–1945. Die Inhaber der höchsten Auszeichnung des Zweiten Weltkrieges aller Wehrmachtteile. Pozun Verlag. ISBN:3-7909-0284-5.
3. ↑  Scherzer 2007, p. 384.